# Emboscada en Alto Punino 2025
La emboscada en Alto Punino de 2025 fue un ataque armado ocurrido el 9 de mayo de 2025 en la parroquia Dayuma, cantón Francisco de Orellana, provincia de Orellana, en la región amazónica de Ecuador. Durante una operación militar contra la minería ilegal, que se ha vuelto fuente de violencia en la país andino, once militares ecuatorianos fueron asesinados y otro resultó herido, en un ataque atribuido al grupo armado ilegal Comandos de la Frontera, una disidencia de las Fuerzas Armadas Revolucionarias de Colombia (FARC).

## Antecedentes
Algunas provincias de la Amazonía ecuatoriana, entre ellas Orellana, han sido escenario de actividades ilícitas como minería ilegal, narcotráfico y presencia de grupos armados irregulares. El Ejército ecuatoriano ha llevado a cabo operaciones continuas para controlar la minería ilegal en zonas remotas, particularmente en el sector de Alto Punino, donde se ubican yacimientos auríferos explotados sin autorización estatal.

## Desarrollo del ataque
El 9 de mayo de 2025, un operativo militar ecuatoriano fue emboscado en la zona de Alto Punino, provincia de Orellana. La operación estaba a cargo de cuatro equipos de combate compuestos por 80 miembros de la Brigada de Selva N.º 19 “Napo”, con base en Tena. Mientras realizaban patrullajes en el sector, uno de los equipos fue sorprendido por un grupo armado que utilizó explosivos, granadas y fusiles para ejecutar el ataque.
El enfrentamiento dejó un saldo de once militares ecuatorianos muertos y un herido. También se reportó la muerte de un presunto integrante del grupo atacante. La Fiscalía General del Estado llevó a cabo el levantamiento de los cuerpos y la recopilación de indicios en el sitio del ataque.
Inicialmente, la autoría del atentado fue atribuida al grupo armado Comandos de la Frontera. No obstante, dicha organización emitió un comunicado negando su implicación, asegurando que no tenía relación con los hechos.

### Operaciones posteriores

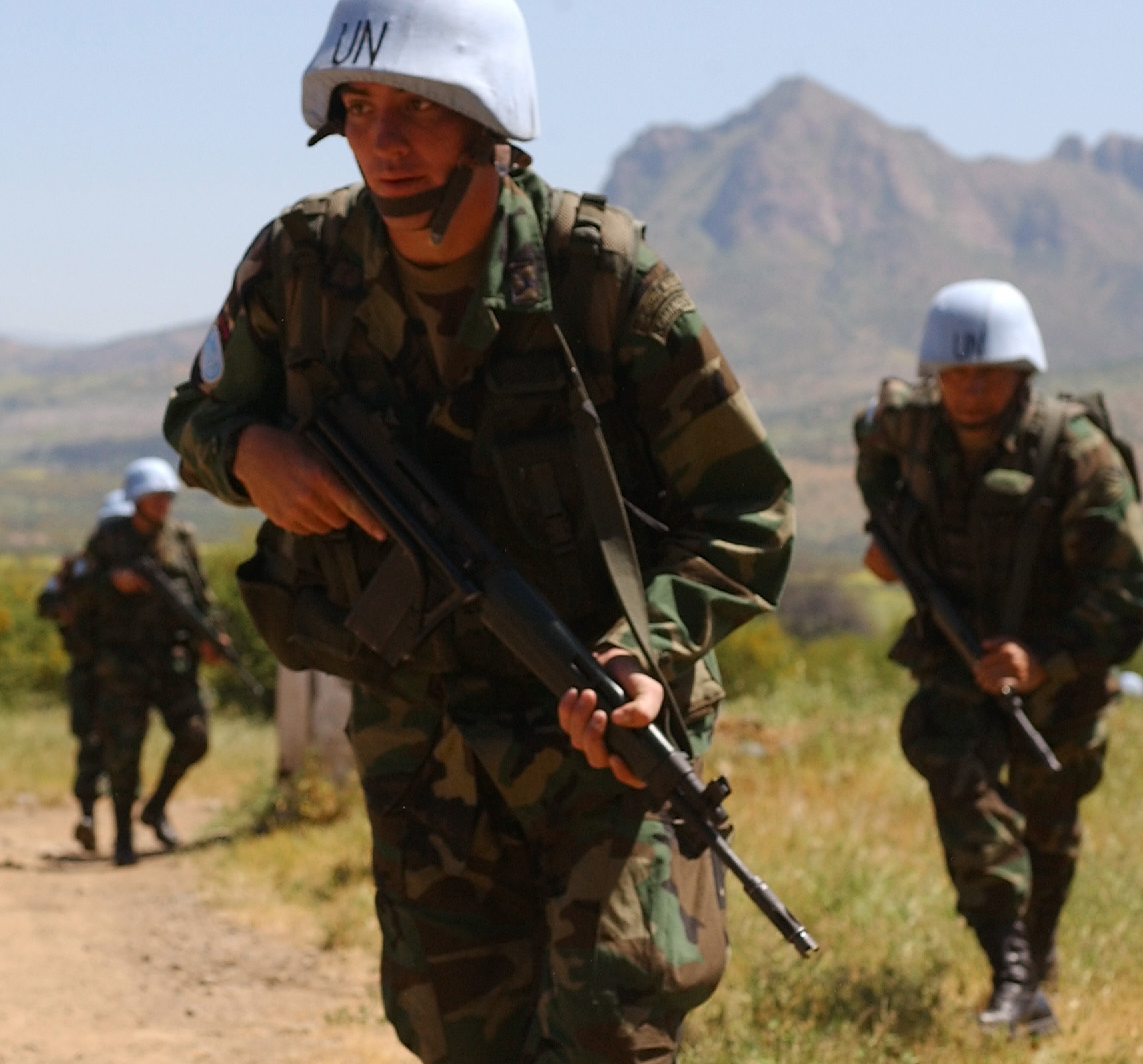
Ejercito del Ecuador

Tras la emboscada, el Ejército del Ecuador desplegó un contingente de 1.700 militares, incluyendo 100 efectivos especializados en operaciones en selva, con el objetivo de reforzar la seguridad en la zona de Alto Punino y continuar con la búsqueda de los responsables.
Durante los operativos, las fuerzas armadas hallaron los cuerpos de tres presuntos miembros del grupo armado responsable, así como fusiles, granadas, explosivos, municiones y materiales asociados a la minería ilegal.
Uno de los cuerpos fue identificado como alias Compadre, quien, según información confirmada por inteligencia conjunta entre Ecuador y Colombia, era el comandante de los Comandos de la Frontera en territorio ecuatoriano. Su identidad fue revelada oficialmente el 12 de mayo de 2025. A Compadre se le atribuía el liderazgo de al menos 30 combatientes vinculados a actividades ilícitas como la minería ilegal y la extorsión en la región amazónica.
Las investigaciones preliminares también señalaron la posible existencia de una filtración interna de información que facilitó la emboscada. Ante esto, la Fiscalía General del Estado anunció la apertura de procesos para determinar responsabilidades administrativas o penales.

## Víctimas
Las víctimas fueron identificadas como:
- Teniente José Luis Iza Sánchez
- Teniente Jorge Alexander Andrade Bastidas
- Sargento segundo Héctor Marcelo Mullo Bravo
- Cabo primero Walter Willian Andrango Toapanta
- Cabo segundo Diego Orlando Lomas Ramírez
- Cabo segundo Víctor Adrián Vera Minga
- Cabo segundo Anthony Brayan González Canchig
- Cabo segundo Danilo Javier Caiza Torres
- Cabo segundo Jefferson Iván Alvarado Cerda
- Cabo segundo Georvi David Vega Jiménez
- Soldado Marlon Rodrigo Guamushig Reysancho

## Reacciones
El Ejército de Ecuador condenó el ataque y expresó su solidaridad con las familias de los militares fallecidos. El Ministerio de Defensa y el presidente de Ecuador Daniel Noboa anunciaron el fortalecimiento de las operaciones de seguridad en la región para capturar a los responsables y combatir las actividades ilícitas.
El presidente Noboa declaró tres días de duelo nacional, del 10 al 12 de mayo de 2025, en honor a los militares fallecidos, a quienes además designó como héroes nacionales.
Los militares fueron homenajeados con honores en varias ceremonias oficiales. Sus cuerpos fueron trasladados al Aeropuerto Internacional Mariscal Sucre de Quito, donde fueron recibidos con honores militares y posteriormente trasladados a la Escuela Superior Militar "Eloy Alfaro". Previamente, en Lago Agrio, se realizó una ceremonia de despedida en el Grupo de Fuerzas Especiales N.º 53 "Rayo", donde se instaló una capilla ardiente y se llevó a cabo una calle de honor en su memoria. En los partidos de la LigaPro se guardaron minutos de silencio en señal de respeto.